# Villa Windsor
Villa Windsor es una villa histórica en el XVI distrito de París, dentro de la sección noroeste del Bois de Boulogne, cerca del extremo sur de Neuilly-sur-Seine. La casa es propiedad de la ciudad de París y está alquilada a la familia del empresario egipcio Mohamed Al-Fayed. Hasta 1972, fue la residencia del ex rey Eduardo VIII del Reino Unido, duque de Windsor y hasta 1986 de su esposa, la duquesa de Windsor.

## Historia
Originalmente llamada Château Le Bois, la villa es un edificio clásico del siglo XIX de catorce habitaciones, rodeada por un gran jardín lleno de árboles. Fue construido alrededor de 1860 y una vez fue propiedad de la familia Renault. El gobierno francés tomó posesión de la propiedad tras la Segunda Guerra Mundial y Charles de Gaulle ocupó la casa a fines de la década de 1940.

## Hogar del duque y la duquesa de Windsor

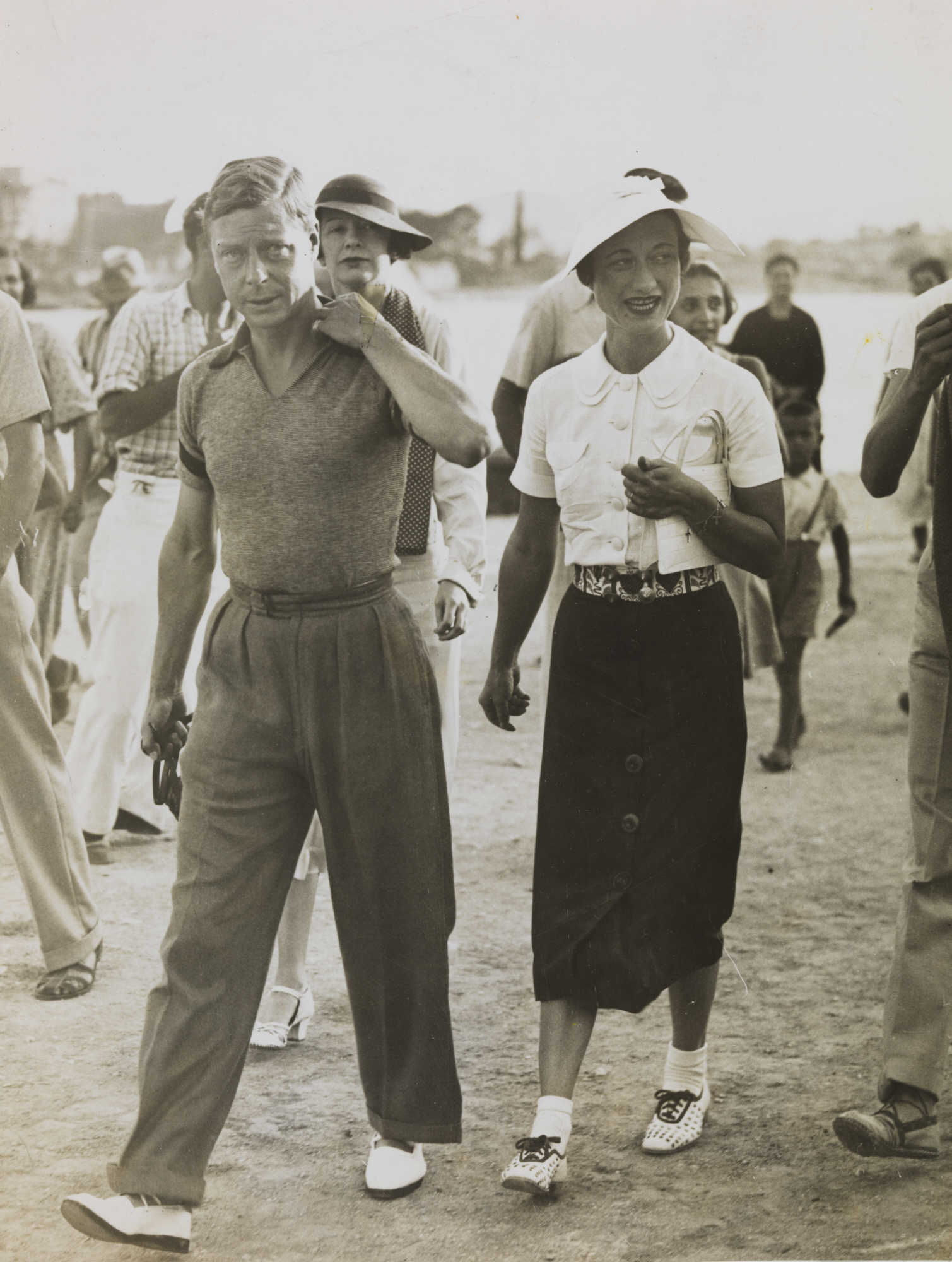
Rey Eduardo VIII con su esposa Simpson en Villa Winsdor.

Tras la abdicación de Eduardo VIII como rey-emperador en 1936, el rey Jorge VI lo nombró duque de Windsor en 1937. El duque se casó con Wallis Simpson el 3 de junio de 1937 en el Château de Candé en Francia, y en ese momento se la conoció como la duquesa de Windsor.
La villa en 4 route du Champ d'Entraînement fue arrendada a los Windsor por la ciudad de París a un alquiler nominal de 1952 a 1986. Maison Jansen, la empresa de decoración de París, refaccionó la casa bajo la supervisión de la duquesa. Tanto el duque como la duquesa murieron en la casa, en 1972 y 1986, respectivamente.
En 1952, los Windsor compraron una casa de campo, el Moulin de la Tuilerie, en Gif-sur-Yvette, al suroeste de París, donde pasaban la mayoría de los fines de semana y las vacaciones de verano.
Antes y después de la Segunda Guerra Mundial, el duque y la duquesa habían vivido en una villa alquilada, el Château de la Croë en Cap d'Antibes en la Riviera francesa.

## Residencia de Mohamed Al-Fayed
Cuando la duquesa murió en 1986, la casa fue devuelta a la ciudad de París. Más tarde ese año, el empresario egipcio residente en Londres Mohamed Al-Fayed, propietario de Harrods en ese momento, firmó un contrato de arrendamiento de cincuenta años sobre la villa.
El alquiler era de un millón de francos al año, sujeto a la condición de que gastara treinta millones de francos en la renovación de la casa. Al-Fayed renovó y restauró ampliamente lo que denominó Villa Windsor, y por sus esfuerzos fue ascendido a Oficial en la Legión de Honor en 1989. El antiguo ayudante de cámara del duque, Sydney Johnson, actuó como curador de la restauración.
El hijo de Al-Fayed, Dodi, visitó la villa con Diana, princesa de Gales, durante media hora el 30 de agosto de 1997, un día antes de la muerte de la pareja en 1997.

## Venta de las posesiones de los Windsor
En julio de 1997, Al-Fayed anunció que más tarde ese año se realizaría en Nueva York una subasta de las posesiones del duque y la duquesa de Windsor en la villa. Había comprado el contenido de la propiedad por el equivalente de 4,5 millones de dólares al principal beneficiario de la herencia de la duquesa, el Instituto Pasteur. Los artículos que se ofrecían a la venta tenían valor personal para la familia real e incluían el escritorio en el que Eduardo había abdicado en 1936, una colección de unas diez mil fotografías y una muñeca que le regaló a Eduardo su madre, la reina María.
Tras la muerte del hijo de Al-Fayed, Dodi y Diana, princesa de Gales, la subasta se pospuso, pero finalmente se llevó a cabo en febrero de 1998 en Sotheby's Nueva York, con más de 40 000 artículos a la venta, divididos en 3200 lotes. Las ganancias de la subasta se destinaron a la Fundación Benéfica Internacional Dodi Fayed y causas de beneficencia asociadas con la difunta princesa de Gales. Se cree que los miembros de la familia real británica compraron todos los artículos en la venta, aunque permanecieron en el anonimato.